# 南阳西站
南阳西站位于河南省南阳市卧龙区王村街道，是宁西铁路上的车站。车站由中国铁路郑州局集团南阳车务段管辖的二等技术区段站，主要办理焦柳、宁西两大干线四个方向货物列车的到达解体、编组出发以及各个方向旅客列车的通过作业。南阳西站站场规模一级二场，到发场设有2条正线、7条到发线，调车场设7条调车线；车站南咽喉通过联络线和焦柳铁路南阳站和韩堂站连接。
宁西铁路在1990年代初规划时并不经过南阳。经过当地政府争取后最终决定宁西铁路在南阳境内经过经过西峡、内乡、镇平、南阳市区、唐河、桐柏等地。车站于2003年12月15日建成开通。